# Papilionanthe pedunculata
Papilionanthe pedunculata är en orkidéart som först beskrevs av Kerr, och fick sitt nu gällande namn av Leslie Andrew Garay. Papilionanthe pedunculata ingår i släktet Papilionanthe och familjen orkidéer. Inga underarter finns listade i Catalogue of Life.